# ولاسی
ولاسی (به صربی: Vlasi) یک منطقهٔ مسکونی در صربستان است که در پیروت واقع شده‌است. ولاسی ۷۱ نفر جمعیت دارد.